# Honda Red Bull Powertrains
Honda Red Bull Powertrains, abreviat ca Honda RBPT este un parteneriat tehnic între producătorul japonez motoare de Formula 1 Honda și Red Bull, deținută de austriacul Red Bull GmbH. În urma retragerii producătorului japonez din sport după 2021, Red Bull a fost înființat Red Bull Powertrains pentru a prelua exploatarea motoarelor de Formula 1 dezvoltate de Honda începând cu 2022. Cu toate acestea, Honda a continuat să furnizeze motoare echipelor deținute de Red Bull și în 2022 și va face acest lucru până la sfârșitul anului 2025.
Honda asamblează motoarele și oferă asistență pentru operarea pe pistă și în cursă, înainte ca Red Bull Powertrains să-și asume întreaga responsabilitate pentru funcționarea lor din 2026. Motoarele rămân proprietatea intelectuală a Honda și, din cauza înghețului dezvoltării, Red Bull Powertrains nu le va dezvolta.

## Istoric
În februarie 2021, Red Bull Advanced Technologies a semnat un acord de distribuție exclusivă pentru motoarele de Formula 1 cu Honda, care va începe în sezonul 2022, după ce producătorul auto japonez a părăsit Formula 1 la sfârșitul sezonului 2021. Motoarele vor fi achiziționate și redenumite de Red Bull și furnizate celor două echipe ale sale care concurează în prezent în Formula 1, Red Bull Racing și Scuderia AlphaTauri, începând din 2022.
La 23 aprilie 2021, a fost anunțată angajarea lui Ben Hodgkinson ca director tehnic al Red Bull Powertrains; Hodgkinson a fost șeful departamentului de inginerie mecanică la Mercedes AMG High Performance Powertrains din 2017 și a lucrat la fabrica Brixworth timp de 20 de ani. Pe 6 mai, Red Bull a anunțat angajarea a încă cinci angajați seniori în motorul Mercedes: Steve Blewett (care va fi directorul de producție al unității de putere Red Bull), Omid Mostaghimi (șef motor, electronică și recuperare de energie), Pip Clode (șef de proiectare mecanică pentru recuperarea energiei), Anton Mayo (șef proiectare motoare cu ardere internă) și Steve Brodie (lider al utilizării motoarelor). La 2 octombrie 2022, Honda a anunțat prelungirea sprijinului său tehnic pentru Red Bull Racing până în 2025. Acordul Honda cu Red Bull Racing nu implică dezvoltarea unității de putere. Logo-ul Honda va apărea și pe mașinile Red Bull Racing și AlphaTauri începând cu Marele Premiu al Japoniei din 2022.